# Westerstroom

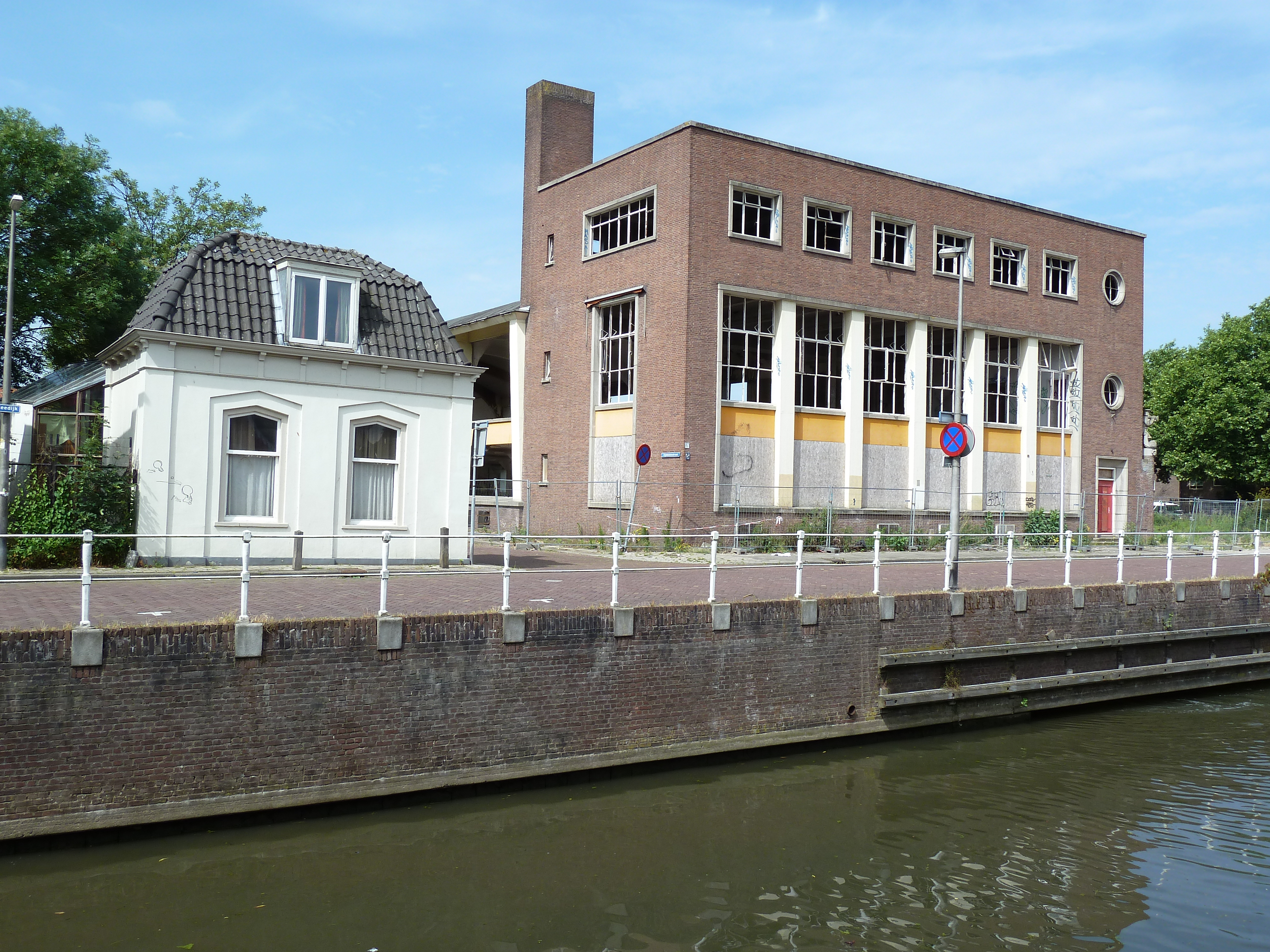
De Westerstroom stroomt bij de Zijdebalenstraat de Vecht in

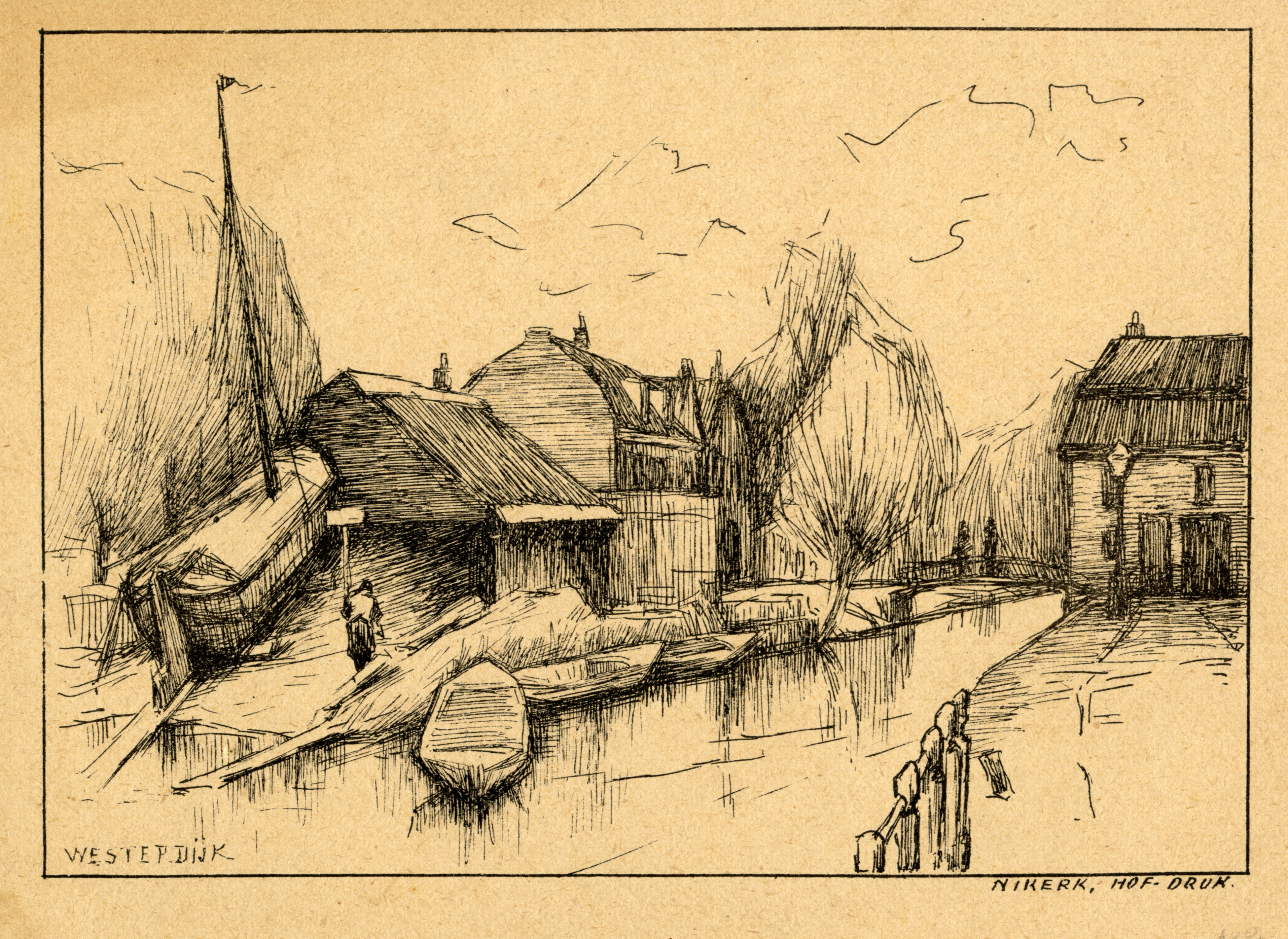
De Keulse Kraan, 1883, Anthon van Rappard

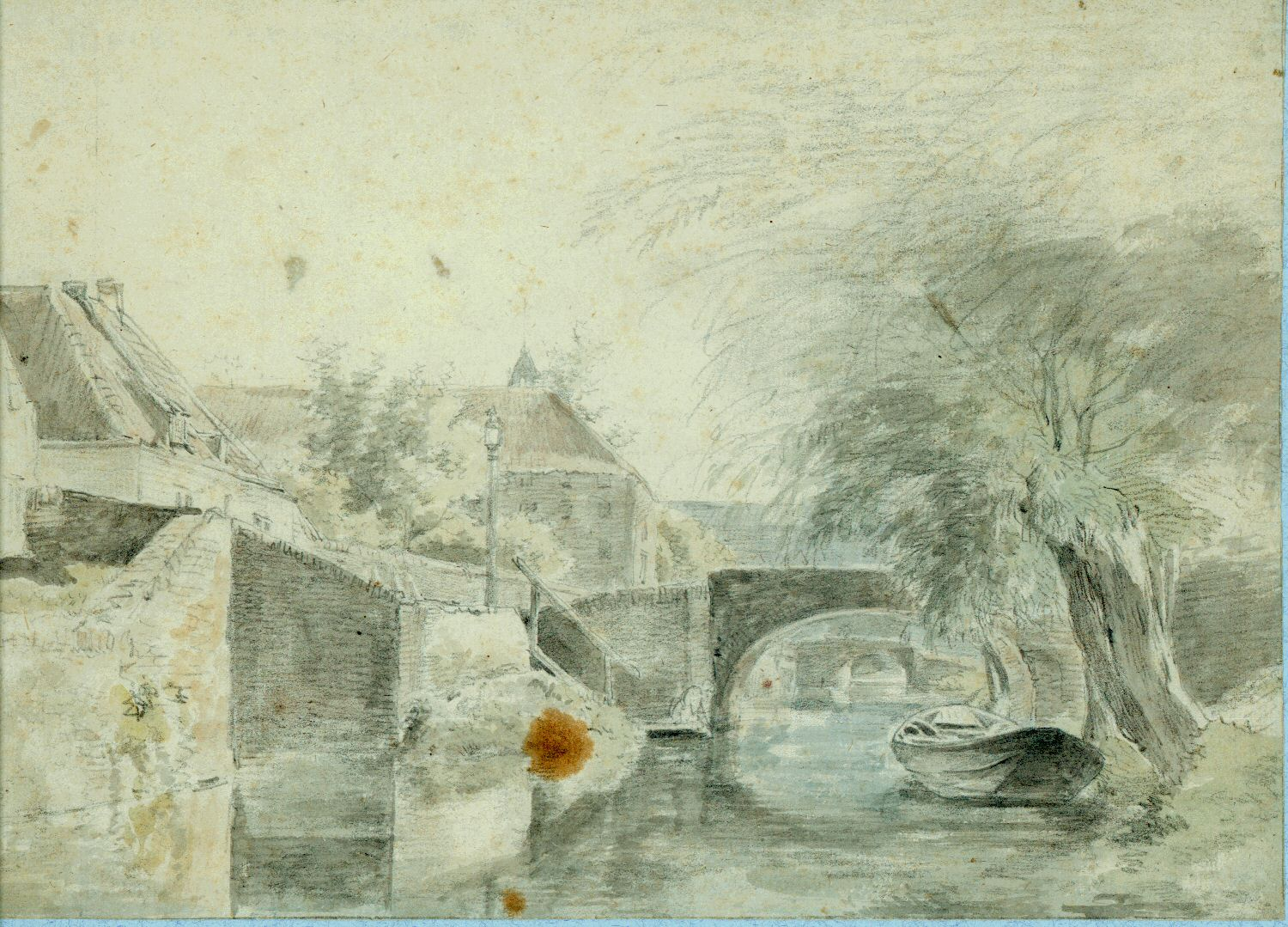
De Westerstroom in 1814, Hermanus van Brussel

De Westerstroom of Zwanendrift was de gracht langs de westelijke ommuring van de Bemuurde Weerd, eertijds een voorstad van Utrecht . Het liep van de Weerdsingel naar de Noorderstroom, waar het de Vecht in stroomde.

## Waterkracht
In 1681 werd de zijdespinnerij Zijdebalen gesticht, dat aangedreven werd door een voor die tijd inventief waterrad. Door het niveauverschil tussen de singels en de Vecht, veroorzaakt door de Weerdsluis, was er een sterke stroming in de Westerstroom. Toen een in 1780 net ten zuiden van de Zijdebalen gebouwde katoenfabriek ook een waterrad in de gracht wilde installeren, vreesde de weduwe Zijdervelt, eigenaresse van Zijdebalen voor verlies aan waterkracht. Professor J. Th. Rossijn damde als experiment de gracht tijdelijk af en kwam tot de conclusie dat Zijdebalen voldoende waterkracht zou overhouden. Voor de zekerheid groef de katoenfabriek een dwarsgang met stuwbassin ten behoeve van het eigen waterrad.
In 1799 sloot de katoenfabriek en van 1812 tot 1906 is het waterrad in gebruik voor meelproductie door de firma die later De Korenschoof heette. Omdat de Korenschoof door de demping van een deel van de Stadsbuitengracht en de aanleg van vaste bruggen over de Vecht per schip onbereikbaar werd voor de aanvoer van graan, kreeg het bedrijf van de gemeente in 1968 een schadevergoeding van 1,8 miljoen gulden. In 1969 werd een silo gebouwd in Lage Weide maar een jaar later sloot de meelfabriek definitief.

## Demping
Rond 1950 werd de Westerstroom gedempt. Op de vrijgekomen plaats werd de Oudenoord aangelegd. De waterloop werd ondergronds aangelegd door een spuiriool met de naam Westriool, dat 1,5 tot 2,0 m³ water per seconde naar de Vecht laat stromen. Bij het ontwikkelen van een nieuwe bestemming voor het Zijdebalenterrein, kwam heropening van de Westerstroom ter sprake.